# 1924年冬季奥林匹克运动会速度滑冰比赛
1924年冬季奥林匹克运动会速度滑冰比赛于1924年1月26日至1月29日在法国霞慕尼举行。比赛设五个小项，均为男子项目。

## 奖牌榜
| 项目             | 金牌                              | 银牌                              | 铜牌                                                 |
| 500米 详细信息   | 查尔斯·朱特劳 · 美国（USA）       | 奥斯卡·奥尔森 · 挪威（NOR）       | 罗阿尔·拉森 · 挪威（NOR）克拉斯·通贝里 · 芬兰（FIN） |
| 1500米 详细信息  | 克拉斯·通贝里 · 芬兰（FIN）       | 罗阿尔·拉森 · 挪威（NOR）         | 西居尔·莫恩 · 挪威（NOR）                            |
| 5000米 详细信息  | 克拉斯·通贝里 · 芬兰（FIN）       | 尤利乌斯·斯库特纳布 · 芬兰（FIN） | 罗阿尔·拉森 · 挪威（NOR）                            |
| 10000米 详细信息 | 尤利乌斯·斯库特纳布 · 芬兰（FIN） | 克拉斯·通贝里 · 芬兰（FIN）       | 罗阿尔·拉森 · 挪威（NOR）                            |
| 全能 详细信息    | 克拉斯·通贝里 · 芬兰（FIN）       | 罗阿尔·拉森 · 挪威（NOR）         | 尤利乌斯·斯库特纳布 · 芬兰（FIN）                    |

## 参赛国家
共有来自10个国家的31名选手参加此次比赛：
- 比利时（4）
- 加拿大（1）
- 芬兰（3）
- 法国（4）
- 英国（4）
- 拉脱维亚（1）
- 挪威（8）
- 波兰（4）
- 瑞典（2）
- 美国（6）

## 奖牌榜
| 排名 | 国家／地区 | 金牌 | 银牌 | 铜牌 | 總數 |
| ---- | ---------- | ---- | ---- | ---- | ---- |
| 1    | 芬兰       | 4    | 2    | 2    | 8    |
| 2    | 美国       | 1    | 0    | 0    | 1    |
| 3    | 挪威       | 0    | 3    | 4    | 7    |